# Магнитка (хоккейный клуб)
«Магни́тка» — российский хоккейный клуб из Магнитогорска. Основан в 2024 году. Является фарм-клубом «Металлурга», выступающего в Континентальной хоккейной лиге. С сезона 2024/25 «Магнитка» выступает в чемпионате ВХЛ.

## История
«Магнитка» создана летом 2024 года как фарм-клуб магнитогорского «Металлурга», выступающего в Континентальной хоккейной лиге. Главным тренером команды был назначен Равиль Гусманов — игрок «Металлурга» в 1998—2008 годах.
Первый матч в своей истории «Магнитка» провела 2 августа 2024 года, в котором коллектив Равиля Гусманова сразился в товарищеской встрече с клубом КХЛ «Динамо-Минск». Поединок завершился победой магнитогорцев со счётом 10:4, а автором первой шайбы в истории клуба стал Богдан Крохалев.
Первый официальный матч во Всероссийской хоккейной лиге для «Магнитки» состоялся 3 сентября в Норильске с местным ХК «Норильск» и уступила со счётом 2:5. Автором первой шайбы магнитогорцев в лиге стал Борис Осипович.

## Статистика выступлений
И — количество проведённых игр, В — выигрыши в основное время, ВО — выигрыши в овертайме, ВБ — выигрыши в послематчевых буллитах, ПО — проигрыши в овертайме, ПБ — проигрыши в послематчевых буллитах, П — проигрыши в основное время, О — количество набранных очков, Ш — соотношение забитых и пропущенных голов, РС — место по результатам регулярного сезона
| Сезон   | И  | В  | ВО | ВБ | ПБ | ПО | П  | О  | Ш       | РС  | Результаты серий с соперниками в плей-офф | Результат в плей-офф   |
| ------- | -- | -- | -- | -- | -- | -- | -- | -- | ------- | --- | ----------------------------------------- | ---------------------- |
| 2024/25 | 64 | 31 | 2  | 1  | 6  | 2  | 22 | 76 | 162—148 | +16 | 4-3 Металлург Нк, 2-4 Динамо СПб          | Проиграли в 1/4 финала |

## Арена
Домашние игры «Магнитка» проводит на льду ДЮСШ «Металлург».

## Текущий состав
По состоянию на 04.09.2024 года
| №          | Игрок                   | Страна      | Хват    | Дата рождения              | Рост    | Вес     |         |
| Вратари    | Вратари                 | Вратари     | Вратари | Вратари                    | Вратари | Вратари | Вратари |
| ---------- | ----------------------- | ----------- | ------- | -------------------------- | ------- | ------- | ------- |
| 20         | Егор Крамзин            | Россия      | Левый   | 26 июня 2005 (19 лет)      | 181 см  | 72 кг   |         |
| 23         | Джелал-Ад-Дин Амирбеков | Казахстан   | Левый   | 24 сентября 2002 (22 года) | 196 см  | 80 кг   |         |
| 33         | Адель Минегалиев        | Россия      | Левый   | 14 марта 1999 (26 лет)     | 184 см  | 78 кг   |         |
| 75         | Никита Подскребалин     | Россия      | Левый   | 10 июня 1998 (26 лет)      | 191 см  | 85 кг   |         |
| Защитники  |                         |             |         |                            |         |         |         |
| 3          | Богдан Крохалев         | Россия      | Правый  | 18 июня 2003 (21 год)      | 191 см  | 94 кг   |         |
| 4          | Никита Жлоба            | Россия      | Левый   | 16 августа 1995 (29 лет)   | 193 см  | 93 кг   |         |
| 5          | Ярослав Мухранов        | Россия      | Левый   | 10 июля 2005 (19 лет)      | 183 см  | 83 кг   |         |
| 14         | Савелий Медведев        | Россия      | Левый   | 27 июня 2004 (20 лет)      | 185 см  | 83 кг   |         |
| 26         | Савелий Ткач            | Россия      | Правый  | 3 сентября 2005 (19 лет)   | 181 см  | 79 кг   |         |
| 27         | Вадим Лукин             | Россия      | Левый   | 27 июня 2004 (20 лет)      | 187 см  | 87 кг   |         |
| 28         | Кирилл Жуков            | Россия      | Левый   | 23 августа 2004 (20 лет)   | 187 см  | 86 кг   |         |
| 51         | Антон Новиков           | Россия      | Левый   | 28 октября 2001 (23 года)  | 187 см  | 82 кг   |         |
| 55         | Павел Колотыгин         | Россия      | Левый   | 10 декабря 2003 (21 год)   | 190 см  | 94 кг   |         |
| 78         | Олег Тетерин            | Россия      | Левый   | 17 июля 2001 (23 года)     | 180 см  | 72 кг   |         |
| 83         | Динис Кадыров           | Россия      | Левый   | 24 июня 2003 (21 год)      | 185 см  | 79 кг   |         |
| 94         | Николай Тимашов         | Флаг России | Левый   | 3 мая 1994 (31 год)        | 180 см  | 86 кг   |         |
| Нападающие |                         |             |         |                            |         |         |         |
| 9          | Иннокентий Рыбин        | Россия      | Правый  | 20 марта 2003 (22 года)    | 182 см  | 89 кг   |         |
| 10         | Эдгар Варагян           | Россия      | Правый  | 17 октября 2002 (22 года)  | 187 см  | 92 кг   |         |
| 11         | Кирилл Плохов           | Россия      | Правый  | 22 января 2004 (21 год)    | 178 см  | 80 кг   |         |
| 13         | Никита Зимин            | Россия      | Левый   | 5 июня 2003 (21 год)       | 188 см  | 81 кг   |         |
| 38         | Евгений Григоренко      | Россия      | Левый   | 11 августа 1992 (32 года)  | 181 см  | 84 кг   |         |
| 39         | Андрей Козлов           | Россия      | Левый   | 13 июля 2005 (19 лет)      | 178 см  | 71 кг   |         |
| 43         | Егор Пензин             | Россия      | Левый   | 4 мая 2002 (23 года)       | 182 см  | 80 кг   |         |
| 66         | Леонид Пасманик         | Россия      | Левый   | 16 февраля 2000 (25 лет)   | 175 см  | 75 кг   |         |
| 72         | Валерий Сапожников      | Россия      | Левый   | 21 августа 2002 (22 года)  | 186 см  | 85 кг   |         |
| 74         | Валентин Жугин          | Россия      | Левый   | 18 декабря 2004 (20 лет)   | 180 см  | 84 кг   |         |
| 77         | Артём Кузякин           | Россия      | Левый   | 17 апреля 2004 (21 год)    | 190 см  | 80 кг   |         |
| 79         | Матвей Галенюк          | Россия      | Левый   | 29 августа 2003 (21 год)   | 180 см  | 70 кг   |         |
| 81         | Николай Майоров         | Россия      | Левый   | 18 мая 2000 (25 лет)       | 178 см  | 87 кг   |         |
| 88         | Владислав Котков        | Россия      | Правый  | 8 января 2000 (25 лет)     | 194 см  | 95 кг   |         |
| 95         | Борис Осипович          | Россия      | Левый   | 10 сентября 2005 (19 лет)  | 184 см  | 78 кг   |         |
| 98         | Алексей Фурса           | Беларусь    | Правый  | 25 апреля 2001 (24 года)   | 175 см  | 75 кг   |         |